# 聂勇战
聂勇战，西京医院消化内科副主任，教授，主要从事消化系统疾病和胃肠道肿瘤诊治工作。入选中华人民共和国教育部2009年度"长江学者"特聘教授。曾就读于耶鲁大学医学院。